# Harrah (Oklahoma)
Harrah é uma cidade localizada no estado norte-americano de Oklahoma, no Condado de Oklahoma.

## Demografia
Segundo o censo norte-americano de 2000, a sua população era de 4719 habitantes.
Em 2006, foi estimada uma população de 4970, um aumento de 251 (5.3%).

## Geografia
De acordo com o United States Census Bureau tem uma área de
30,7 km², dos quais 30,7 km² cobertos por terra e 0,0 km² cobertos por água. Harrah localiza-se a aproximadamente 350 m acima do nível do mar.

## Localidades na vizinhança
O diagrama seguinte representa as localidades num raio de 20 km ao redor de Harrah.